# 喬爾托里亞 (伊林齊區)
48°57′8″N 29°34′21″E / 48.95222°N 29.57250°E
喬爾托里亞（烏克蘭語：Чортория），是烏克蘭西南部的村落，隸屬文尼察州的海辛區。該村始建於1770年，面積2.32平方公里，海拔高度205米，2001年人口596，人口密度每平方公里256.9人。